# Allianz France
Allianz France, S.A. (bis September 2009 Assurances générales de France, kurz AGF) ist die französische Obergesellschaft der Allianz-Gruppe. Allianz ist in Frankreich einer der führenden Versicherungsgesellschaften.

## Geschichte
1818 gründete Martin d’André die Société Anonyme des Assurances Générales durch Umbau einer Feuerversicherungsgesellschaft, einer Seeversicherungsgesellschaft und einer Lebensversicherungsgesellschaft. 1849 wurde ein Rückversicherungsvertrag mit Phénix in London abgeschlossen, infolgedessen Générale eine der bedeutendsten Versicherungsgesellschaften Europas wurde.
1945 wurde das Unternehmen, wie viele andere Unternehmen in Frankreich auch, nationalisiert. 1968 wurden die nationalisierten Versicherungsgesellschaften restrukturiert: Die Générale fusionierte mit Phénix zur AGF. 1996 wurde 51 % des Aktienkapitals von AGF über die Börse privatisiert.

Ehemaliges Logo der AGF bis September 2009

Im Oktober 1997 kam es zu einem feindlichen Übernahmeangebot durch den italienischen Versicherers Generali. Im Rahmen dieses Übernahmeversuchs veröffentlichte Allianz mit Unterstützung des Managements der AGF ein Gegenangebot. Im November 1997 einigten sich Generali und Allianz: Generali gab ihre AGF-Übernahmepläne auf und übernahm im Gegenzug die Mehrheit an der Aachen-Münchener-Versicherungsgruppe (AMB), an der AGF und Allianz wesentliche Beteiligungen hielten. Allianz übernahm so 1998 nach erfolgreichem Abschluss des Angebots mit 58 % die Mehrheit des Kapitals.
Im Frühjahr 2007 kündigt Allianz ein öffentliches Angebot zum Aufkauf der restlichen Aktien an. Nach Abschluss des Kaufangebots besaß Allianz über 95 % des Aktienkapitals; 4,6 % des Kapitals waren im Streubesitz. In der Folge wurde im April 2007 ein Squeeze-out eingeleitet, so dass die Minderheitsaktionäre gegen eine Abfindung ihre Aktien abgeben konnten. Am 11. Juli 2007 wurde dieses Verfahren mit der Beendigung der Notierung an der Pariser Börse abgeschlossen. Die AGF ist seitdem ein hundertprozentiges Tochterunternehmen der Allianz Holding France SAS (einem Tochterunternehmen der Allianz SE) und wurde Mitte September 2009 in Allianz umbenannt.
Schon seit Januar 2009 firmiert die Banque AGF als Allianz Banque.

## Börsendaten
Von Februar 1976 bis Juli 2007 wurde AGF an der Pariser Börse, heute Teil der Euronext-Börse, notiert und gehörte dem französischen Börsenindex CAC40 an.